# Februari 2020
Dit artikel geeft een chronologisch overzicht van de belangrijkste gebeurtenissen per dag in de maand februari van het jaar 2020.

## Gebeurtenissen

### 2 februari
- In een winkelstraat in de Londense wijk Streatham steekt een man twee mensen neer met een machete en wordt dan doodgeschoten door de politie. De zaak wordt gezien als terrorisme.[1]

### 6 februari
- De afzettingsprocedure tegen Donald Trump eindigt met vrijspraak voor de president. Een meerderheid binnen de Amerikaanse Senaat verwerpt de beide aanklachten die tegen Trump waren ingediend, namelijk machtsmisbruik en tegenwerking van het onderzoek door het Congres.[2]
- De Belgische eerste minister Sophie Wilmès en enkele ministers van haar regering brengen een officieel bezoek aan de Democratische Republiek Congo, een voormalige Belgische kolonie. Ze ontmoeten er president Félix Tshisekedi, die op zijn beurt koning Filip van België uitnodigt voor de viering van de 60-jarige Congolese onafhankelijkheid.[3][4]
- Bij Lodi, in het noorden van Italië, ontspoort een hogesnelheidstrein die kort daarvoor was vertrokken uit Milaan. Twee machinisten komen om het leven.[5]
- Een Airbus A320 van Cham Wings Airlines met 172 mensen aan boord wordt boven Damascus bijna neergeschoten door de Syrische Luchtdefensie, die hiermee reageert op raketaanvallen vanuit Israël. Het toestel maakt een noodlanding op de militaire luchthaven van Hmeymim.[6]
- Bij een vliegtuigcrash in de buurt van Tuntutuliak, in het zuiden van Alaska, vallen vijf doden.[7]

### 8 februari
- Bij een vuurgevecht in de Oost-Afghaanse provincie Nangarhar komen twee Amerikaanse en een Afghaanse soldaat om het leven. Ook vallen er negen gewonden. De schutter wordt zelf doodgeschoten.[8]
- Bij een schietpartij in een winkelcentrum in de Thaise stad Nakhon Ratchasima vallen 29 doden en 57 gewonden. De dader, een militair, wordt na een urenlang vuurgevecht zelf doodgeschoten.[9]

### 9 februari
- In twee referenda stemmen de Zwitsers voor de strafbaarstelling van homofobie en tegen een bevolkingsinitiatief voor meer betaalbare woningen.[10][11][12][13]
- Storm Ciara raast over grote delen van Noord-Europa.

### 15 februari
- Vanwege het offensief door het Syrische regeringsleger in Idblib zijn sinds december ca. 800.000 mensen op de vlucht geslagen. Hulporganisaties als Save the Children spreken van een humanitaire catastrofe.[14]
- In het Bichat-ziekenhuis van Parijs overlijdt een 80-jarige Chinese toerist aan het coronavirus SARS-CoV-2. Het is de eerste dode in Europa en buiten Azië door het nieuwe virus.[15]

### 17 februari
- In Paramaribo gaan duizenden mensen de straat op uit protest tegen het financiële beleid van de regering-Bouterse II.[16]

### 19 februari
- Bij een aanslag op twee waterpijpcafés in de Duitse stad Hanau vallen negen doden. De dader, een 43-jarige man, pleegt hierna in zijn eigen huis zelfmoord. Hij schiet ook zijn moeder dood. De Duitse justitie gaat uit van een rechts-extremistisch motief.[17]

### 21 februari
- In Zuid-Korea wordt vanwege het coronavirus SARS-CoV-2 de noodtoestand afgekondigd.[18]

### 23 februari
- Bij een aardbeving in de Turkse provincie Van en het aangrenzende noordwesten van Iran vallen negen doden.[19]

### 24 februari
- Israël voert een reeks luchtaanvallen uit op Islamitische Jihad in de Gazastrook en Syrië, als vergelding voor het afvuren van zeker 20 raketten vanuit Gaza.[20]
- In de Duitse stad Volkmarsen vallen meer dan 60 gewonden als een auto opzettelijk inrijdt op een carnavalsoptocht.[21]

### 25 februari
- Door zware regenval komen delen van Jakarta voor de tweede keer binnen een jaar tijd onder water te staan.[22]

### 26 februari
- Bij demonstraties in New Delhi vallen tientallen doden. De demonstraties zijn gericht tegen een nieuwe immigratiewet waardoor moslims worden achtergesteld.[23]

### 27 februari
- Bij een brand in een flatgebouw in Straatsburg vallen vijf doden.[24]
- Bij een Syrische luchtaanval in Idlib komen 33 Turkse militairen om het leven.[25]
- Eerste Nederlandse coronabesmetting werd vastgesteld.[26]

### 28 februari
- In de strijd tegen het coronavirus stelt de Bondsraad in Zwitserland een verbod in op evenementen waarbij meer dan 1.000 mensen aanwezig zijn. Hierdoor worden onder meer het Autosalon van Genève en het carnaval van Bazel afgelast.[27] (Lees verder)

## Overleden
<< · januari · februari · maart · april · mei · juni · juli · augustus · september · oktober · november · december · >>